# ألبرت فينك
ألبرت فينك (بالألمانية: Albert Fink؛ بالإنجليزية: Albert Fink) هو مهندس أمريكي وألماني، ولد في 27 أكتوبر 1827 في لاوترباخ في ألمانيا، وتوفي في 3 أبريل 1897 في أوسينينغ في الولايات المتحدة.

## وصلات خارجية
- ألبرت فينك على موقع الموسوعة البريطانية (الإنجليزية)